# Pumnul și trandafirul

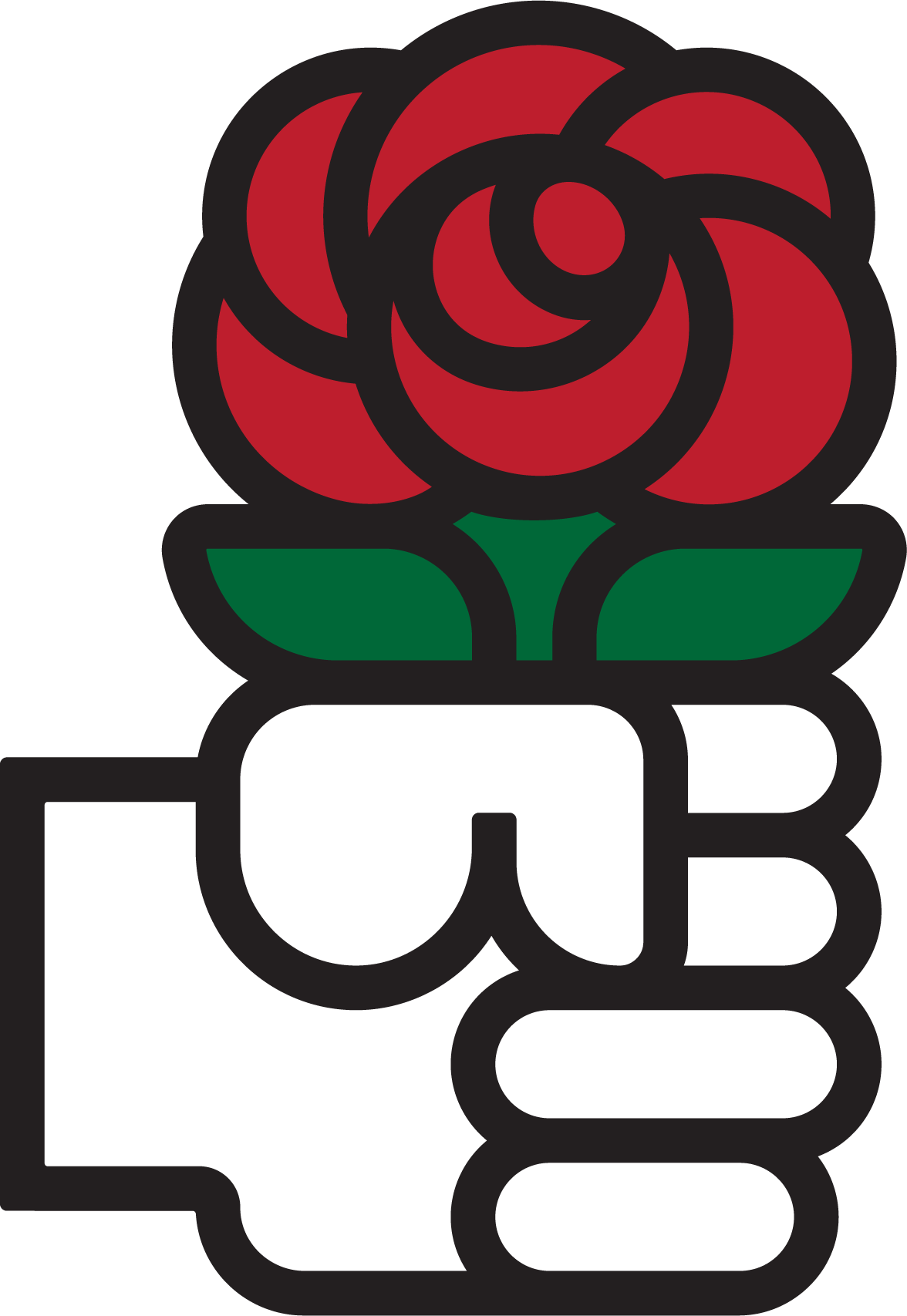
O versiune a pumnului și a trandafirului derivat din varianta spaniolă din 1977, cu frunzele colorate verde

Pumnul și trandafirul, uneori numit și trandafirul în pumn sau pumnul cu trandafir, este un simbol utilizat sau folosit anterior de mai multe partide și organizații politice de stânga și centru-stânga din întreaga lume.
Simbolul înfățișează un trandafir, ce semnifică promisiunea unei vieți mai bune sub un guvern socialist, ținut într-un pumn stâns, ce simbolizează angajamentul militant și solidaritatea necesare pentru atingerea acestui ideal. Trandafirul este redat în roșu, culoarea asociată politicii de stânga, iar în variante mai recente, frunzele sunt colorate în verde, reflectând creșterea preocupărilor ecologiste. Designul emblemei încorporează simbolism politic inspirat din istoria socialismului și social-democrației, făcând totodată aluzie la cultura contestatară a anilor 1960.
Emblema a fost desenată în 1969 de artistul grafic francez Marc Bonnet și a ajuns populară în cadrul Partidului Socialist (PS), devenind sigla sa oficială în 1971. Ulterior, a fost preluată, cu modificări și adaptări minore sau majore, de mai multe partide din Europa, dar și din Africa, America și Asia, deși unele au retras-o de la sfârșitul secolului al XX-lea. În 1979 a fost adoptat și de Internaționala Socialistă (SI). Emblema a fost aleasă adesea ca alternativă vizuală atrăgătoare la simbolul comunist al secerei și ciocanului, semnalând totodată afilierea unui partid la SI și apropierea sa de alte partide de stânga din străinătate.

## Design și simbolism

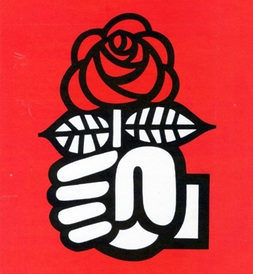
Versiunea lui Marc Bonnet din 1969 a emblemei pumnului și trandafirului, fără semnătura sa

Simbolul combină două embleme politice, constituind „o sinteză grafică a angajamentului militant de stânga”:
- Pumnul ridicat, sau pumnul strâns, este un semn consacrat de solidaritate, unitate, hotărâre, forță și rezistență, fiind folosit și ca salut în cadrul mișcărilor comuniste și socialiste. A fost adesea utilizat ca simbol (în mod obișnuit ridicat vertical), deși în cazul pumnului cu trandafir este reprezentat orizontal, din rațiuni grafice. Simbolul a fost folosit pe scară largă de stânga germană în anii 1920, de republicani în timpul Războiului Civil din Spania și s-a răspândit în Europa ca reacție la salutul roman adoptat de fasciști, la salutul nazist și, în Franța, la semnul V utilizat de partidul gaullist. Ulterior, a fost folosit și pentru a apăra diverse grupuri minoritare sau oprimate.
- Trandafirul roșu este un simbol al socialismului încă din anii 1880, atât în tradiția europeană, cât și în cea americană. Alte flori roșii au fost de asemenea frecvente, cum ar fi măceșul (în Belgia și Franța) sau garoafa (în Italia, Portugalia și Spania).

Ambele simboluri au fost populare în rândul mișcărilor de stânga, revoluționare și radicale ale epocii, precum și în cultura contestatară a anilor 1960. Floarea, de exemplu, a fost inspirată și de ideile asociate rezistența pasivă și nonviolentă, în sprijinul pacifismului.

## Drepturi de autor

Partidul Socialist Muncitoresc Spaniol (1974-2001)

Într-un proces din Italia, în 1979, s-a menționat că Marc Bonnet a înregistrat marca desenului la nivel internațional la 14 august 1974 și a fost remunerat pentru utilizarea acesteia în mai multe țări. La 22 mai 1975, Partidul Socialist Francez (PS) i-a plătit 50.000 de franci în schimbul transferului drepturilor de utilizare, în Franța sau în străinătate, retroactiv de la 1970, dar Bonnet și-a rezervat dreptul de a interzice utilizarea simbolului de către orice alt partid socialist străin sau partid fără afiliere cu PS, fără autorizarea sa prealabilă. Partidul Republican Italian i-a plătit o sumă mai mare, de 60 de milioane de lire, în 1980.
Ca reacție la acuzațiile de plagiat formulate împotriva Urban Outfitters și a Partidului Socialist Albanian (PSSh), Partidul Socialist Muncitoresc Spaniol a declarat că deține drepturile de autor asupra versiunii spaniole a emblemei, deși nu era clar dacă designerul José María Cruz Novillo mai deținea sau nu drepturi asupra acesteia.

## Galerie

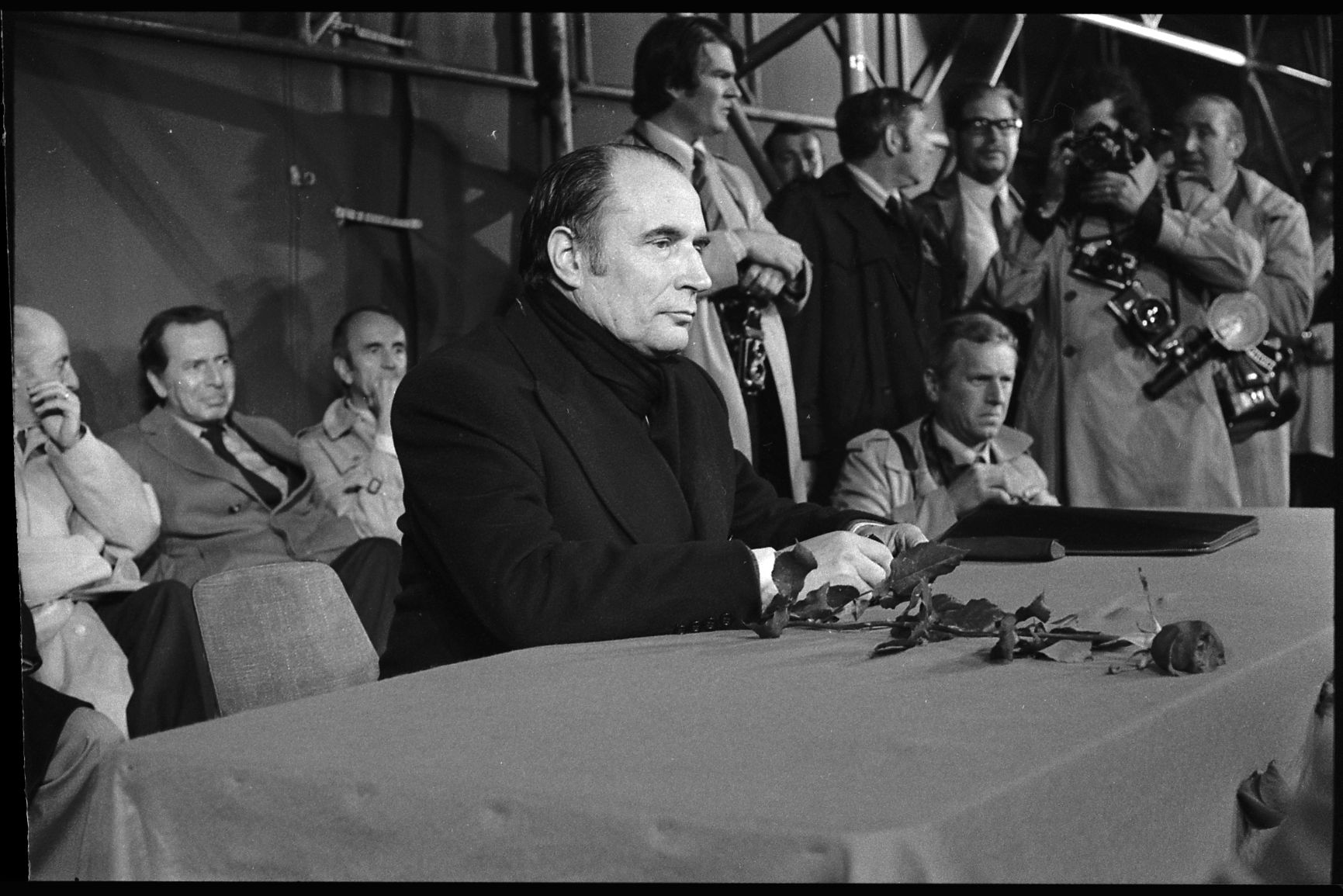
François Mitterrand, pe atunci prim secretar al PS, la o întâlnire a campaniei electorale din 1974, cu un trandafir roșu în fața lui
Partidului laburist din Țările de Jos (PvdA)
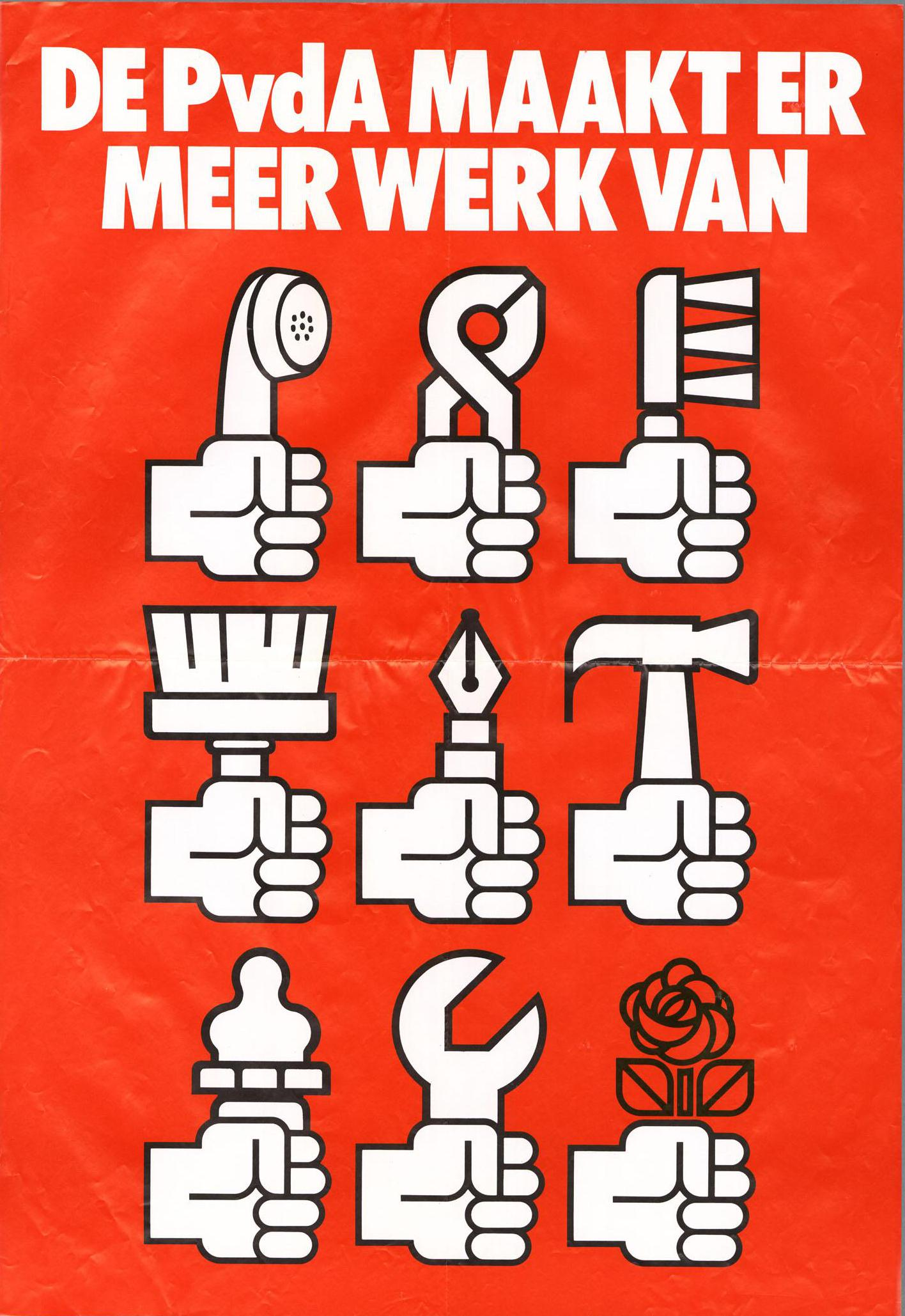
Afiș electoral din 1981 cu pumnul care deține simboluri ale diferitelor industrii
Partidul Democrat al Muncii (Brazilia)